# リスベス・トリケット
リスベス・トリケット（Lisbeth "Libby" Constance Trickett（旧姓：Lenton）、1985年1月28日 - ）は、オーストラリア・クイーンズランド州タウンズビル出身の女子競泳選手。旧名はリスベス・レントン。身長167cm、体重60kg。

## 経歴
2004年アテネオリンピックオーストラリア選考会の100m自由形で世界記録を出したが、本番では100m自由形の準決勝で敗れ、世界記録と金メダルを獲得した同僚のジョディ・ヘンリーに主役を譲ることになった。
2005年の世界水泳選手権では個人とリレーで3個の金メダルと2個の銀メダルを、2007年の世界水泳選手権は個人とリレーで5個の金メダルを獲得した。直後に男子平泳ぎの競泳選手、ルーク・トリケットと結婚した。
2007年には女子として初めて53秒の壁を破る52秒99を出したが、男女混合リレーだったため公認されなかった。2008年北京オリンピックの代表選考会で52秒88の世界新記録を出した。そして臨んだ2008年の北京オリンピックでは、女子100mバタフライで自身初めて五輪個人種目で金メダルを獲得した。
2009年に現役引退を表明した。

## 人物
- 尊敬するスポーツ選手は、ロジャー・フェデラー。